# مانگابی آگیلی
مانگابی آگیلی (نام علمی: Cercocebus agilis) نام یک گونه از زیرخانواده دم‌درازیان است. این گونه در گینه استوایی، کامرون، گابن، جمهوری آفریقای مرکزی، جمهوری کنگو، و جمهوری دموکراتیک کنگو حضور دارد. مانگابی آگیلی با بدنی کوچک، بدنی به رنگ کاملاً زیتونی است. صورتش نیز به رنگ سیاه است. نرهای این گونه ۵۱–۶۵ سانتی‌متر طول و وزنی در حدود ۷–۱۳ کیلوگرم می‌باشند.